# Urysohn-Raum
In der Topologie und verwandten Gebieten der Mathematik sind Urysohn-Räume (benannt nach Pavel Urysohn) spezielle topologische Räume, die gewisse Eigenschaften erfüllen.

## Definition
Sei {\displaystyle X} ein topologischer Raum. Wir sagen, dass zwei Punkte {\displaystyle x} und {\displaystyle y} durch abgeschlossene Umgebungen getrennt sind, falls disjunkte abgeschlossene Umgebungen von {\displaystyle x} und {\displaystyle y} existieren.
{\displaystyle X} ist ein Urysohn-Raum, falls je zwei verschiedene Punkte durch abgeschlossene Umgebungen getrennt sind. Man sagt auch, dass {\displaystyle X} das Trennungsaxiom T2½ erfüllt.

## Beziehungen zu den anderen Trennungsaxiomen
Jeder Urysohn-Raum ist ein Hausdorff-Raum und erfüllt somit die Trennungsaxiome {\displaystyle T_{0},T_{1}} und {\displaystyle T_{2}}.
Andererseits ist jeder reguläre Hausdorff-Raum wie auch jeder vollständige Hausdorff-Raum ein Urysohn-Raum.

## Beispiel
Im Folgenden konstruieren wir einen topologischen Raum, der ein Urysohn-Raum, aber kein regulärer Raum und auch kein vollständiger Hausdorff-Raum ist. Sei dazu {\displaystyle S} die Menge der rationalen Punkte im Einheitsquadrat in {\displaystyle \mathbb {Q} ^{2}}, ohne die Paare, mit der ersten Koordinate {\displaystyle {\tfrac {1}{2}}}. Weiter sei {\displaystyle X} die Menge {\displaystyle S} vereinigt mit den Punkten {\displaystyle (0,0)} und {\displaystyle (1,0)} und allen Punkten {\displaystyle (1/2,r{\sqrt {2}})}, wobei {\displaystyle r} über alle rationalen Zahlen {\displaystyle 0<r<1/{\sqrt {2}}} läuft. Die offenen Mengen sind durch folgende Umgebungsbasen gegeben:
- für die Punkte aus {\displaystyle S} die von der euklidischen Topologie induzierten,
- für {\displaystyle (0,0)} die Punkte der Form {\displaystyle (x,y)}, wobei {\displaystyle 0<x<1/4} und  {\displaystyle 0<y<1/n} für alle natürlichen Zahlen {\displaystyle n} zusammen mit {\displaystyle (0,0)},
- für {\displaystyle (1,0)} die Punkte der Form {\displaystyle (x,y)}, wobei {\displaystyle 3/4<x<1} und {\displaystyle 0<y<1/n} für alle natürlichen Zahlen {\displaystyle n}, zusammen mit {\displaystyle (1,0)},
- für {\displaystyle (1/2,r{\sqrt {2}})} die Punkte der Form {\displaystyle (x,y)}, wobei {\displaystyle 1/4<x<3/4} und {\displaystyle |y-r{\sqrt {2}}|<1/n}.

## Bemerkung zur Bezeichnung
In einem vollständigen Hausdorff-Raum gibt es definitionsgemäß zu je zwei verschiedenen Punkten eine Urysohn-Funktion, so dass es durchaus naheliegend wäre, die Definitionen für Urysohn-Raum und vollständiger Hausdorff-Raum auszutauschen. Genau das ist im unten angegebenen Buch Counterexamples in Topology geschehen. Man sollte daher die von einem Autor verwendeten Definitionen prüfen.